# Ludwig III. (Niederbayern)
Ludwig III. (* 9. Februar 1269 in Landshut; † 13. Mai 1296 ebenda) war Herzog von Niederbayern.

## Leben
Ludwig war ein Sohn Herzog Heinrichs I. von Niederbayern und seiner Ehefrau Elisabeth von Ungarn. Er herrschte von 1290 bis 1296 gemeinsam mit seinen Brüdern Otto III. und Stephan I. über das wittelsbachische Teilherzogtum Niederbayern. Einer Abmachung entsprechend wurden Ludwig und Stephan nach dem Tod ihres Vaters 1290 erst im Sommer 1294 Mitregenten ihres älteren Bruders im Herzogtum Niederbayern. Am 30. Mai 1293 schlossen die drei Brüder in Vilshofen an der Donau eine Hofordnung ab, die das zukünftige Zusammenleben der drei Landesherren regeln sollte. Darin waren beträchtliche Einschränkungen der Hofhaltung enthalten, wonach unter anderem jeder der drei Brüder für sich zum Gebrauch nur insgesamt zwölf Pferde für seinen Marstall besitzen sollte. Ludwig ließ aber die Steuern erhöhen, um seine Hofhaltung aufwendiger zu gestalten. Er starb kinderlos 1296, sein Erbteil fiel seinen Brüdern zu.